# San Ludovico di Tolosa (Bartolomeo Vivarini)
San Ludovico di Tolosa è un dipinto a tempera o oro su tavola (68x36 cm) di Bartolomeo Vivarini, databile al 1465 circa e conservato nella Galleria degli Uffizi a Firenze.

## Storia
L'opera, un frammento di polittico forse tagliato in basso e in alto, venne acquistata nel 1906. Pubblicata come autografa di Vivarini da Gamba e confermata nell'attribuzione da Berenson e Paolucci, venne tuttavia ignorata nella monografia sul Vivarini di Pallucchini.
La figura, dagli evidenti richiami padovani, è legata alla fase giovanile del pittore, verso il 1465. Secondo Mario Lucco proviene dal medesimo polittico dell'Ecce homo al Museo campano di Capua.

## Descrizione e stile
Il santo, su fondo oro, doveva fare parte di una di quelle grandiose macchine sceniche dei polittici da altare a uno o più ordini. Egli è rappresentato su fondo oro, col corpo leggermente ruotato verso destra e il volto che guarda direttamente lo spettatore accennando un sorriso quasi complice. Il rilievo scultoreo dato dal chiaroscuro, i colori marmorei, l'attenzione riservata ai dettagli preziosi come le gemme sulla mitria, gli anelli, il ricamo sulla pianeta, il bastone pastorale o ancora le decorazioni sul libro con coperta in cuoio lavorato, sono tutti elementi che rimandano alla scuola padovana, di Squarcione e Mantegna.
Piccoli adattamenti ottici per una visione dal basso, come la corda del saio, farebbero pensare a una collocazione rialzata, magari in un registro superiore.

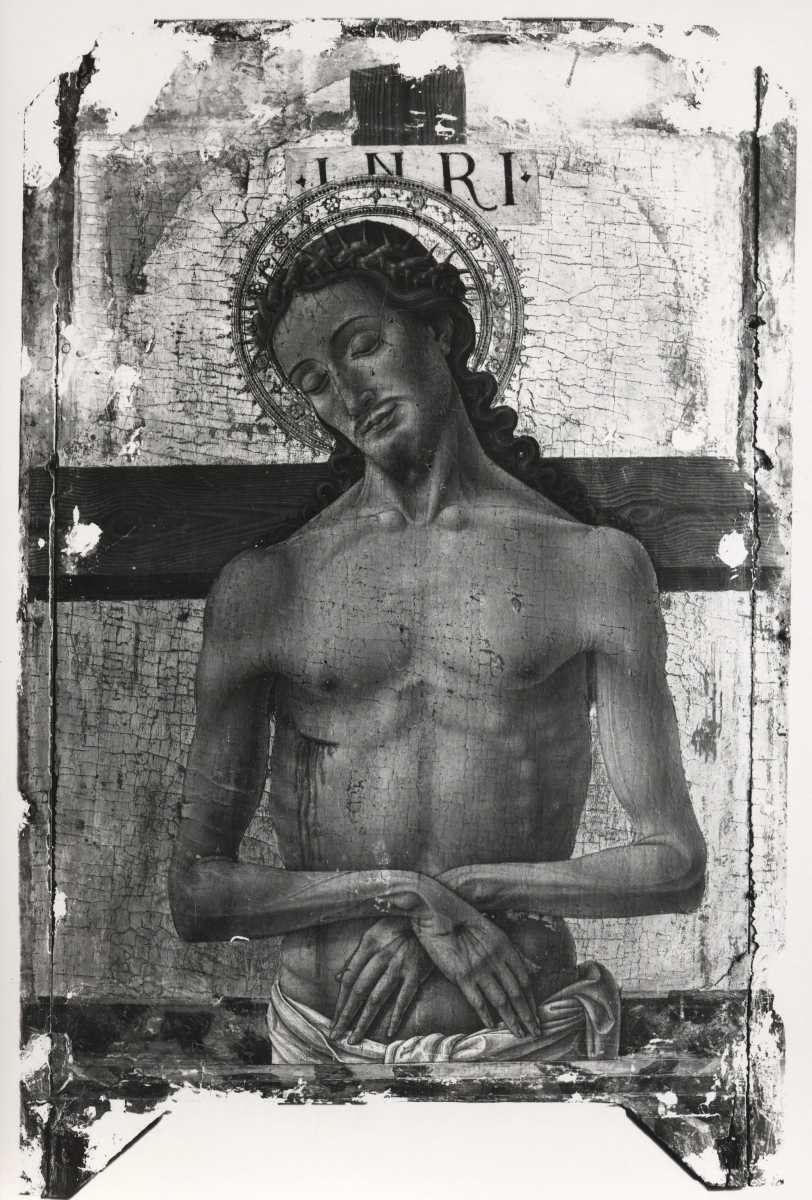
Imago Pietatis, Museo Campano di Capua; presunta cimasa del polittico da cui proviene il San Ludovico